# Pyrausta pellicalis
Pyrausta pellicalis là một loài bướm đêm trong họ Crambidae.